# Christian Wikander
Christian Wikander, född 26 januari 1960 på Lidingö, är en svensk producent, manusförfattare och regissör.
Efter studenten arbetade Wikander för Drottningholmsteatern och knöt därigenom kontakter till film och TV för frilansuppdrag. 1985 anställdes han av produktionsbolaget Producenterna.
1988 började Wikander arbeta för SVT och blev projektledare vid Kanal 1 Drama. Där arbetade han med serier som Varuhuset och Storstad, men han inledde också ett långvarigt samarbete med Peter Emanuel Falck. 
Wikander var projektledare för serien Rederiet när den inleddes 1992. Serien hade medskapats av Falck.
Under 1993 startade Svensk Filmindustri upp en studio för produktion av TV-drama. Wikander och Falck rekryterades och skapade där såpoperan Tre Kronor som började sändas i TV4 hösten 1994.
Senare bildade Falck och Wikander tillsammans med SF produktionsbolaget TV Spartacus som tog över produktionen av Tre Kronor. TV Spartacus gick snart in på den norska marknaden och från 1996 var Wikander producent för Sju systrar. 1997 producerade Falck och Wikander filmen Reine & Mimmi i fjällen! som var en spin-off från Tre Kronor. 1998 inleddes ännu en norsk serie, Hotel Cæsar med Wikander som producent. Falck och Wikander låg tillsammans bakom den kortlivade svenska versionen av den sistnämnda, Hotel Seger. TV Spartacus köptes upp av Metronome Film & Television år 2001 och Wikander verkade som producent där fram till år 2005.
Sommaren 2005 återvände han till SVT för att bli ny chef för SVT Drama i Göteborg. Här samarbetade han än en gång med Falck för att skapa den nya serien Andra avenyn som började sändas hösten 2007. Den 1 juli 2012 blev Wikander chef för SVT Drama Stockholm. Sedermera blev han programchef för drama i både Stockholm och Göteborg.
I maj 2016 meddelade SVT att Wikander skulle befordras till en tjänst som programbeställare för drama, vilket skulle inneburit en plats i företagets ledning. Han hann dock inte tillträda denna tjänst för några månader senare meddelades det att han skulle lämna SVT efter elva års anställning.
Istället ska han från den 1 oktober 2016 arbeta med samproduktioner hos produktionsbolaget Pinewood Television. Pinewood Television bytte följande år namn till Twelve Town.
I september 2020 återvände han till Stockholm för bli chef för originalproduktioner på HBO Nordic. I augusti 2022 meddelades det att Wikander skulle lämna HBO sedan dess ägare skurit ner på egenproduktioner i Norden.
I december 2022 meddelades det att Wikander skulle ersätta Lars Blomgren som global chef för manusbundet innehåll hos Banijay, med start i maj 2023.